# خوان ليال
خوان ليال هو سياسي أمريكي، ولد في 1676 في تيغيسي في إسبانيا، وتوفي في 1742 في سان أنطونيو في الولايات المتحدة. انتخب عمدة سان أنطونيو ‏.